# 尼崎市立難波の梅小学校
尼崎市立難波の梅小学校（あまがさきしりつ なにわのうめしょうがっこう）は、兵庫県尼崎市西難波町6丁目にある公立小学校。

## 概要
- 2014年4月1日に尼崎市立北難波小学校と尼崎市立梅香小学校を統合し開校された。北難波小学校跡地に校舎建設の為に、初年度のみ梅花小学校跡地を所在地とした。新校舎完成後の2016年度からは北難波小学校跡地へ移転した。

## 特色
- 体育館やプールや給食室が一体化した校舎の構造となっている。
- 尼崎市内で数少ない特別支援学級のあおば学級とこばと学級（難聴者）が有り、支援が必要な為に校区外から通学している児童もいる。
- 校舎にはエレベーターが設置されている。

## 沿革
- 2014年（平成26年）4月 - 梅香小学校と北難波小学校を統合し開校。当時校舎の建て替えのため、旧梅香小学校プレハブ校舎を増築し使用。開校と第1回入学式の両式典挙行[1]。
- 2015年（平成27年）3月 - 最初の修了式挙行[1]。
- 2016年（平成28年） - 鉄筋新校舎が旧北難波小学校の跡地に完成し、移転。竣工式挙行[1]。
- 2022年（令和4年） - 学校運営協議会（コミュニティスクール）設置[1]。

## 通学区域と進学先中学校
出典

### 通学区域
- 扶桑町（全域）
- 西難波町1丁目（全域）
- 西難波町2丁目（1番～7番、8番(1号～8号)、9番(1号～6号、15号、16号)、10番(1号～15号)）
- 西難波町5丁目（1番、2番(1号～14号、31号、32号)、13番(1号～14号、33号、34号)、14番）
- 西難波町6丁目（全域）
- 東難波町1丁目（全域）
- 東難波町2丁目（全域）
- 東難波町3丁目（全域）
- 東七松町1丁目（全域）
- 東七松町2丁目（全域）

### 進学先中学校
公立中学校に進学する場合
- 尼崎市立中央中学校

## 周辺
- 尼崎市立北難波公園 - 尼崎市道をはさんで、校地西側に隣接。
- 尼崎市立橘公園 - 橘通り（尼崎市道）をはさんで、校地北側に隣接。
  - 阪神・淡路大震災「鎮魂の祈り」碑
- 尼崎市役所 - 橘公園と西側に隣接。
- 尼崎市立中央中学校 - 尼崎市道「橘公園前」交差点をはさんで、対角線上に位置する。また、進学先中学校である。
- 尼崎市立北難波保育所 - 進学前保育所のひとつ。
- 市政情報センター
- 尼崎市立あまよう特別支援学校
- 尼崎市立中央北生涯学習センター
- このほか、中小規模のマンション・アパートや商業施設なども点在。

## アクセス
橘通り沿いにある正門まで
- 阪神バス「31」・「43」・「43−2」・「50」・「50−2」・「50−4」・「55」の各系統で、「橘公園」停留所下車後、
  - 阪急塚口（「31」）・宮ノ北団地（「43」）・武庫営業所（「43-2」）・阪神出屋敷（「50」）・武庫川（「50-4」）・阪急武庫之荘（「55」）方面行のりばから、すぐ目の前。
  - 阪神尼崎（「31」・「43」・「43-2」）・JR尼崎（「50」・「55」）・阪神杭瀬（「50-2」）方面行のりばから、校地西側のT字路（橘公園「高射砲跡」付近）交差点の横断歩道経由で、徒歩約120m・約2分。
    - なお、停留所から正門まで直線距離は約20mほど（停留所の真正面が正門）と近いが、停留所付近に横断歩道は設置されていない。また、校地東側にある「橘公園前」交差点にある歩道橋経由だと、約180m弱と約1.5倍の距離となる。
- JR西日本東海道本線（JR神戸線）立花駅から、徒歩約1.2km・約18分（最短ルート移動した場合）。

## 通学区域が隣接している学校
- 尼崎市立難波小学校
- 尼崎市立七松小学校
- 尼崎市立立花南小学校
- 尼崎市立名和小学校
- 尼崎市立金楽寺小学校